# Евгений Австрийский
Евгений Австрийский (Ойген-Фердинанд-Пиус-Бернхард-Феликс-Мария, нем. Erzherzog Eugen Ferdinand Pius Bernhard Felix Maria von Österreich; 21 мая 1863[…], Жидлоховице — 30 декабря 1954[…], Мерано, Трентино-Альто-Адидже) — эрцгерцог Австрийский, фельдмаршал (23 ноября 1916 года), великий магистр Тевтонского ордена в 1894—1923 годах.

## Биография
Сын эрцгерцога Карла Фердинанда, брат эрцгерцогов Фридриха и Карла-Стефана, троюродный брат императора Франца-Иосифа I.
Военное образование получил в Терезианской академии (1885 год). В 1877 году зачислен в Тирольский пехотный полк в звании лейтенанта, затем состоял на службе в Генштабе и различных пехотных подразделениях австрийской армии. С 30 июля 1894 г. по 30 апреля 1923 г. 57-й магистр Тевтонского рыцарского ордена, последний из династии Габсбургов. В 1911 году по состоянию здоровья оставил службу в армии.
Эрцгерцог Евгений был довольно популярен в обществе, но не при дворе. Он открыто выражал свои взгляды, не всегда совпадавшие с официальными. Эрцгерцог остро критиковал недостатки внутреннего устройства монархии Габсбургов, считая, что такое государство обречено на исчезновение как безнадёжный анахронизм. Однако такие «революционные заявления» не мешали принцу придерживаться консервативных взглядов.
После начала Первой мировой войны в декабре 1914 года назначен командующим австро-венгерскими войсками на Балканах. В мае 1915 года назначен командующим на Итальянском фронте. В 1916—1917 годах командовал войсковой группой в Тироле, потом опять вернулся на Итальянский фронт. Эрцгерцог Евгений военным талантом не отличался и практически всю работу за него проделывали штабные офицеры. За успешные действия австро-германских войск в 1917 году 11 ноября 1917 года награждён немецким орденом Pour le Merite.
В начале 1918 года был отстранен от командования. После окончания войны и распада Австро-Венгрии жил в Вене, но, отказавшись присягнуть на верность Австрийской республике, был вынужден обосноваться в Швейцарии. В 1934 году с установлением власти канцлера Э. Дольфуса, который был более благосклонен к Габсбургам, эрцгерцог вернулся на родину и поселился в Гумпольдскирхене. Последние годы жизни провёл в Инсбруке.